# Hype!
Hype! – amerykański dokumentalny film muzyczny, którego reżyserem był Doug Pray. Film przedstawia zjawisko rozkwitu pochodzącego z Seattle stylu muzycznego grunge z punktu widzenia wykonawców tej muzyki. Zawiera wywiady z nimi oraz rzadkie i trudno dostępne zdjęcia z ich koncertów, także zza kulis. Prezentowana jest droga tego gatunku od amatorskich, "garażowych" prób aż po komercyjny sukces. Tytuł filmu nawiązuje do błędnego, zdaniem występujących w filmie muzyków, przedstawiania ich przez media, co nazywane jest "cyrkiem medialnym". "Hype" to jeden z angielskich idiomów, oznaczających to samo: "medialny cyrk".
W filmie wzięli udział muzycy takich zespołów jak TAD, Mudhoney, Nirvana, Soundgarden, The Gits, Love Battery, Flop, The Melvins, Mono Men, The Supersuckers, Zipgun, Seaweed, Pearl Jam, 7 Year Bitch, Hovercraft, Gas Huffer i Fastbacks. Pierwotnie, w ustaleniu kto wystąpi w filmie miała udział wytwórnia muzyczna Sub Pop z Seattle.
W filmie znalazło się też unikalne, bardzo wczesne nagranie uważanego za przełomowy dla gatunku utworu grupy Nirvana "Smells Like Teen Spirit".
Wytwórnia Sub Pop wydała w 1996 ścieżkę dźwiękową filmu w formacie CD, a także w limitowanej edycji na 7-calowej, kolorowej płycie winylowej.